# Los-Angeles-Becken

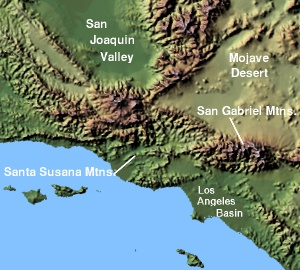
Los Angeles Basin, Topografie

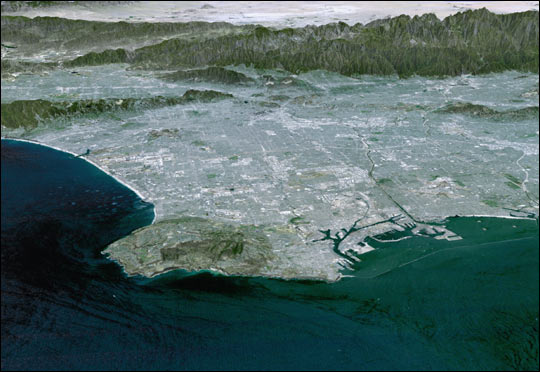
Los Angeles Basin, Satellitenbild der NASA

Das Los-Angeles-Becken (engl. Los Angeles Basin) ist eine Ebene und ein Sedimentbecken in Südkalifornien im Los Angeles County und im Orange County. Das Los-Angeles-Becken wird im Norden geographisch durch die Santa Monica Mountains und die Puente Hills und im Osten durch die Santa Ana Mountains begrenzt. Im Westen und Süden endet die Ebene am Pazifischen Ozean. Benannt ist das Becken nach der Stadt Los Angeles, die zum größten Teil in dem Becken liegt, sowie zahlreiche andere Städte, z. B. Beverly Hills. Das Los-Angeles-Becken ist eine wirtschaftlich bedeutende Erdöl-Lagerstätte.

## Entstehung
Das Los-Angeles-Becken ist geologisch betrachtet relativ jung. Es begann sich vor etwa 16 Millionen Jahren zu bilden. Es entstand im Rahmen der Bildung des Systems des San-Andreas-Grabens. Als die Gebirgskette der Transverse Ranges von den Peninsular Ranges abbrach und durch die Plattentektonik der Pazifischen Platte nach Norden wanderte und sich hierbei um 110 Grad drehte, entstand eine Lücke. Diese wurde zunächst durch vulkanisches Gestein aus Vulkanen des Glendora-El-Modeno-Vulkanismus geschlossen, dann aber durch Sedimente verfüllt.
Das durch den Glendora-Modeno-Vulkanismus gebildete Eruptivgestein besteht vor allem aus Basalt und Tuff und kann heute im Norden und Nordosten des Beckens nachgewiesen werden. Das Alter schwankt zwischen 18 und 15 Millionen Jahren. Während des späten Miozän und des frühen Pliozän verschob sich der San-Andreas-Graben und es kam in der Folge zu einer erheblichen Hebung der Transvers-Ranges. Folgedessen wurde viel Sediment in das zu diesem Zeitpunkt unterseeische Becken eingetragen.

## Seismik
Das Los-Angeles-Becken ist Teil des Pazifischen Feuerrings. Der San-Andreas-Graben verläuft etwas weiter östlich durch die San Gabriel Mountains. Als an der Kollisionszone der Nordamerikanischen Platte und der Pazifische Platte gelegenes Gebiet, ist das Becken seismisch sehr aktiv und von mehreren Verwerfungen durchzogen und Ort häufiger Erdbeben. Das erste dokumentierte Erdbeben im Los-Angeles-Becken fand am 1. August 1769 gegen zehn Uhr am Morgen statt, während die Portola-Expedition an einem Fluss lagerte. Es folgten zwei Nachbeben. Am 24. September 1827 traf ein vermutlich 5,5 schweres Erdbeben das damalige Pueblo Los Angeles. Ein späteres Erdbeben mit dem Epizentrum im Los-Angeles-Becken war das Long-Beach-Erdbeben 1933, das Schäden bis in den Osten von Los Angeles verursachte. Das Beben ließ vor allem aus Ziegelsteinen erbaute Gebäude einstürzen und führte zum Field Act von 1933, ein Gesetz, um die Erdbebensicherheit von Schulgebäuden in Kalifornien sicherzustellen.

## Erdölförderung

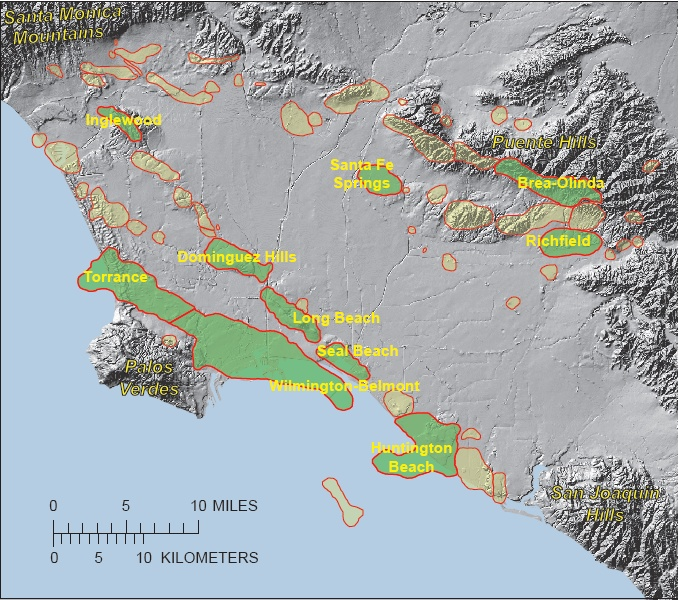
Lage der Ölfelder im Los-Angeles-Becken.

Das Erdöl im Los-Angeles-Becken war und ist ein wichtiger ökonomischer Faktor in der Entwicklung zur heutigen Metropole, seit die Ölförderung in den 1870er Jahren begann. Die Ölindustrie beschäftigt im Los-Angeles-County noch immer etwa 80.000 Personen. Es existieren 68 Ölfelder. Eine Besonderheit ist zum einen die Ölförderung in einem urbanen Umfeld. Es handelt sich um die größte derartige Ölförderung. Zum anderen zeichnet sich die Ölindustrie hier durch die direkte Verbindung zwischen der Förderung und der Raffinierung aus. Erdölraffinerien, wie die in El Segundo, sind durch unterirdische Pipelines mit Ölquellen verbunden.